# Robert Spitzer (psychiatre)
Pour les articles homonymes, voir Spitzer.
Robert Leopold Spitzer (22 mai 1932 à White Plains (New York) - 25 décembre 2015 à Seattle (État de Washington) est un psychiatre américain surtout connu pour son travail de révision du DSM à l'occasion de sa troisième version.

## Parcours
Il a suivi une psychanalyse comme enfant puis comme adolescent. Par la suite, avant de devenir médecin, il a été l'un des utilisateurs des « accumulateurs d'orgone » fabriqués selon les théories de Wilhelm Reich. Après un usage répété de cette technique, il s'est montré déçu et a écrit un article contre cette méthode, article qui a été réutilisé plus tard par la FDA dans le dossier d'accusation de Wilhelm Reich.
Dans les années 1970, devenu psychiatre, déçu par Wilhem Reich puis par la psychanalyse, il se tourne vers le béhaviorisme. Il écrit que cette approche « où l'on ne faisait rien » ne le satisfaisait pas.
Il s'est ensuite intéressé à la dépression puis aux classifications psychiatriques qui ont fait sa renommée et l'ont exposé aux critiques des « anti-DSM ».
En guise d'introduction au DSM-III, Spitzer citait en exergue ce passage d'Alice au pays des merveilles : « À quoi leur sert d'avoir des noms, demanda le Moucheron, s'ils ne répondent pas à ces noms ? — À eux, ça ne leur sert à rien, dit Alice, mais c'est utile, je le suppose, aux gens qui les nomment. Sinon, pourquoi les choses auraient-elles des noms ? ».
Spitzer est à l'origine de la déclassification des homosexualités comme troubles mentaux après des négociations ardues sous la pression de mouvements homosexuels, et c'est ce point qui le fait citer dans les médias et dans la littérature spécialisée,.

## Publication
- (en) Robert Siptzer, An Examination of Wilhelm Reich’s Demonstration of Orgone Energy, 1953, Université Cornell[7]; Texte intégral.